# レインボーブリッジ
レインボーブリッジ（Rainbow Bridge）は、東京都の港区芝浦地区と台場地区（港区台場および江東区有明）を結ぶ吊橋。1987年（昭和62年）着工、1993年（平成5年）竣工、同年8月26日開通。
全長約800メートルの二階建て構造で、上部は首都高速11号台場線、下部は中央に新交通システム「ゆりかもめ」、その両側には一般道路と歩道が通っている。
「レインボーブリッジ」の名前は「虹の橋」という意味で、一般公募により決められた愛称であり、正式名称は「東京港連絡橋」である。

## 概要
千葉県方面および神奈川県方面から東京都心へ向かう交通を分散させ、慢性的な交通渋滞が発生していた箱崎ジャンクション・江戸橋ジャンクションや首都高速1号羽田線の渋滞緩和と共に、開発の進められていた東京臨海副都心と既存都心部を結ぶために建設された。橋梁としては芝浦側アプローチ部1,465 m（陸上部439 m + 海上ループ部1026 m）+吊橋部918 m+台場側アプローチ部1,367 m（海上部905 m+陸上部462 m）が一体で建設されたが、通常は吊橋部からアンカレイジ部の60 m×2を除いた吊橋本体（P22-P25間）の798 mをレインボーブリッジと称することが多い。
海とビル群の、昼間の眺望や夜景が良好な事から週末のドライブコースとして人気がある。
有明ジャンクション等付近のジャンクションの分岐点の看板は、レインボーブリッジ方面の分岐が強調されている。

## 構造

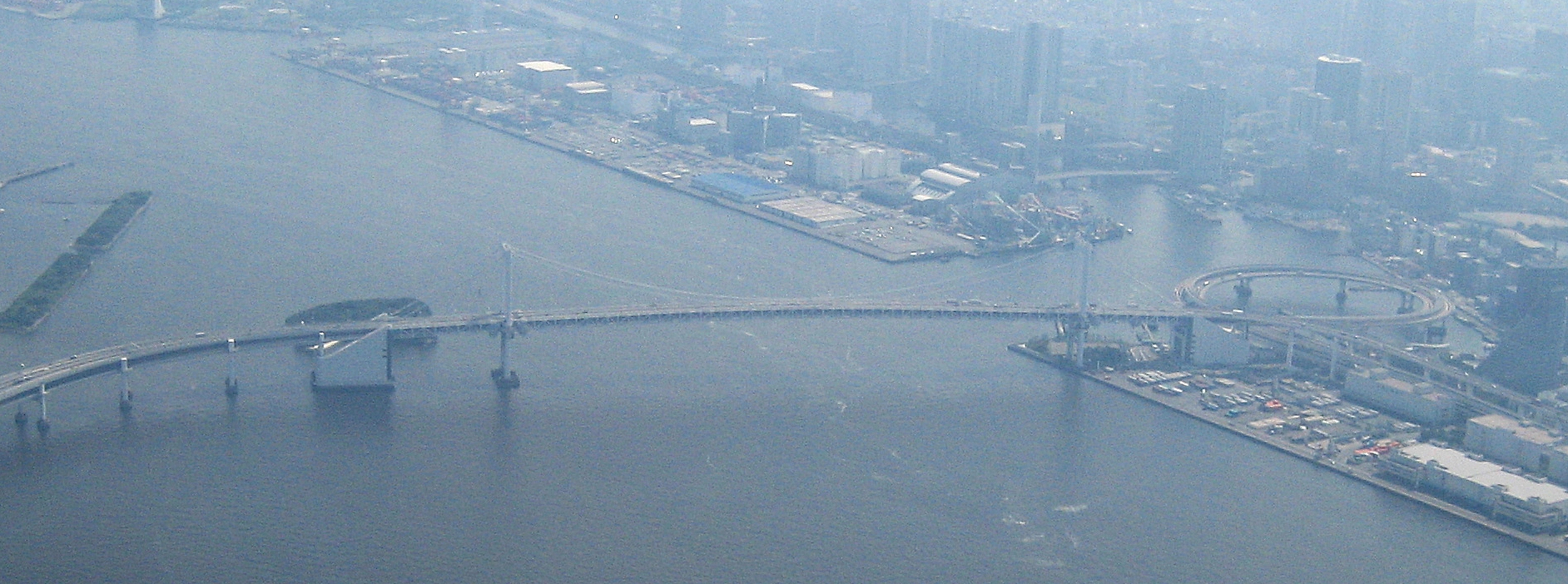
吊橋部とループ橋部

東京港第一航路をまたぐために、中央径間長570 m以上、桁下クリアランス5 0m以上を確保する必要があり、加えて羽田空港の制限表面にかかるため、構造物の高さを東京湾平均海面（T.P.）+150m以下としなければならない。一方で両岸は埋め立て地で標高が低く、道路・新交通システムの縦断勾配の制約がある。
以上の諸条件を勘案し、加えて景観の条件を勘案した結果、航路部は吊橋とし、前後の高さを稼ぐための1kmを越えるアプローチ部（連続高架橋）とすることとなった。特に臨港道路・ゆりかもめの芝浦側アプローチはループ橋となっている。また、台場側のアプローチ部は水深約10mの海中に鋼管矢板基礎を打ち込み、そこから橋脚を立ち上げる工法を取っている。
吊橋部は、幅員29 m、中央径間570 m、主塔の高さ126 m。ただし、主塔は長大吊橋に見られるようなトラス構造ではなく、ラーメン構造となっている。主塔の基礎と台場側のアンカレイジはニューマチックケーソン工法で建設され、海上に建てられている。
通行路は瀬戸大橋や横浜ベイブリッジと同様、上下2層構造になっており、上層には首都高速11号台場線、下層には中央部に「ゆりかもめ」が、その両側に臨港道路海岸青海線が通る鉄道道路併用橋である。なお、上層の首都高は台場側アプローチ部分に台場出入口が設けられている。
下層の両外側には歩道があり、無料で歩いて渡ることができる。自転車については、専用の貸し出し台車に載せて手押しでの通行が可能である。詳しくは「レインボープロムナード」を参照。
上層部が有料の首都高速道路であるのに対して、下層部は無料で通行できる一般道路である。眺望は上層部に比べ、ゆりかもめの軌道があるため、進行方向右側の景色が見えず、左側も橋桁やフェンスがあるため、見通しが悪いなど劣っている。また、下層部はkmモビリティサービスが運行する路線バス「お台場レインボーバス」（01・02系統 品川駅港南口発着）が経由するが、橋の途中に停留所はない。

### 橋桁の高さ
設計当時、豪華クルーズ客船の象徴と言われていた「クイーン・エリザベス2」の通過・晴海埠頭（晴海客船ターミナル）への接岸を想定し、橋桁の高さは52メートルあるが、完成後に、クイーン・エリザベス2がレインボーブリッジをくぐることは一度も無かった。
クルーズ客船の大型化が進み、水面よりの高さが60 - 70メートルに達するものも登場しており、パナマックスサイズのクルーズ客船は、レインボーブリッジをくぐることができない（日本最大のクルーズ客船である「飛鳥II」はくぐることができる）。このため、レインボーブリッジ以南の貨物用埠頭である品川埠頭や大井埠頭を利用するクルーズ客船もあった。
2020年、レインボーブリッジ以南の青海地区に、大型クルーズ客船の発着に対応した「東京国際クルーズターミナル」が開業。晴海客船ターミナルは2022年2月20日に閉館となり、客船対応の暫定施設を設置した後、将来的には埠頭機能も縮小される予定となっている。

### 各部位画像

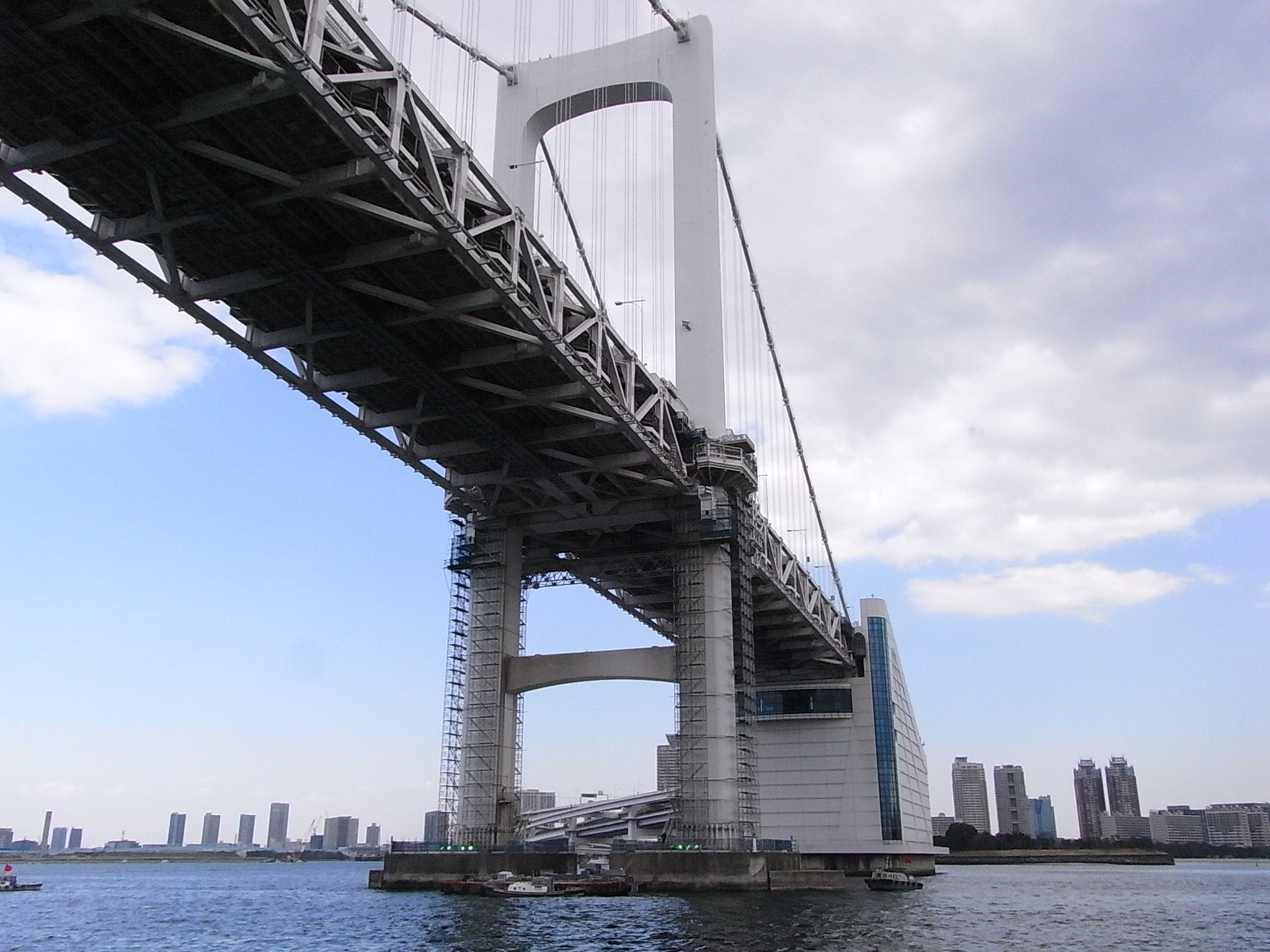
台場側主塔（2009年3月10日撮影）
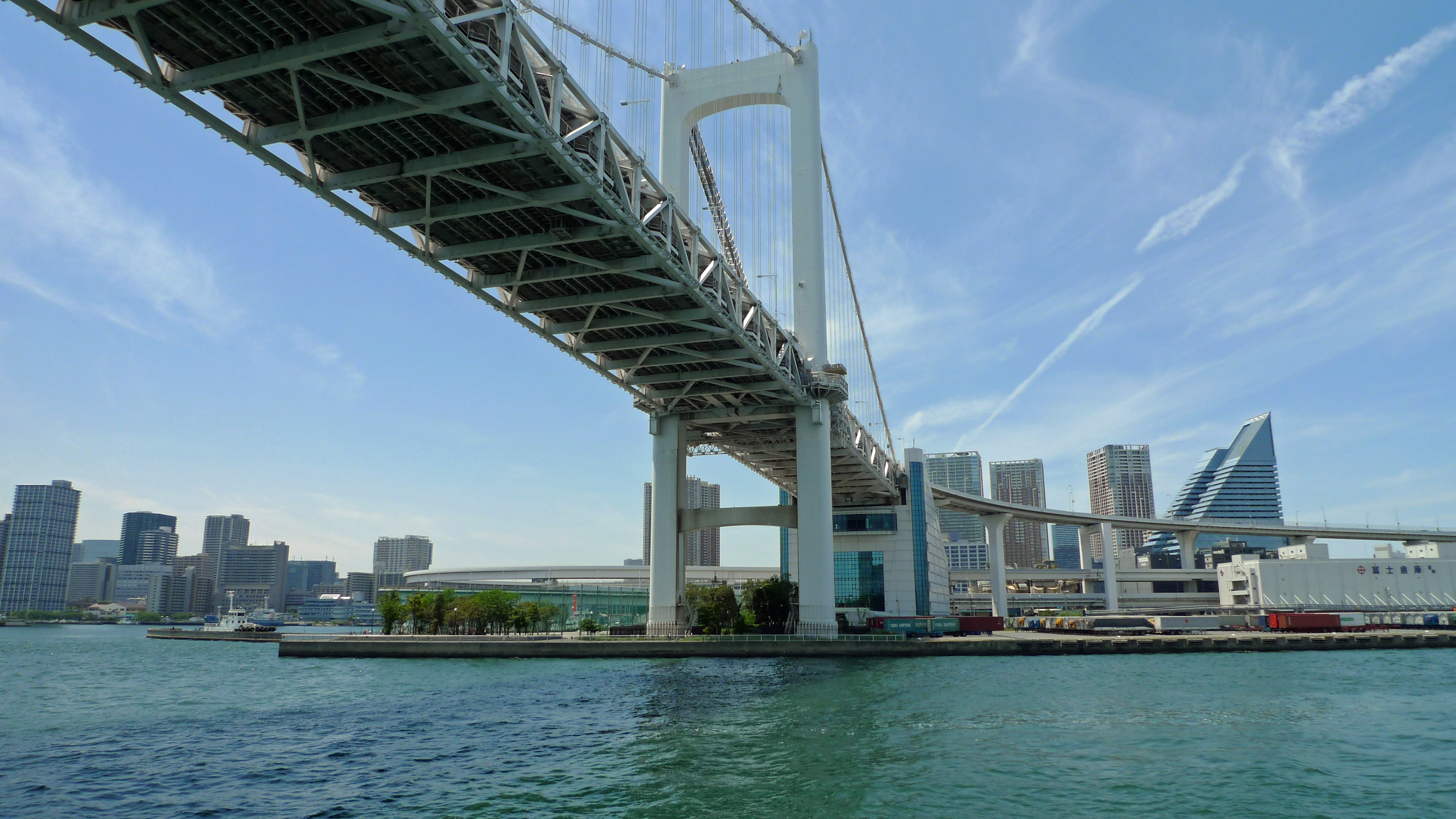
芝浦側主塔
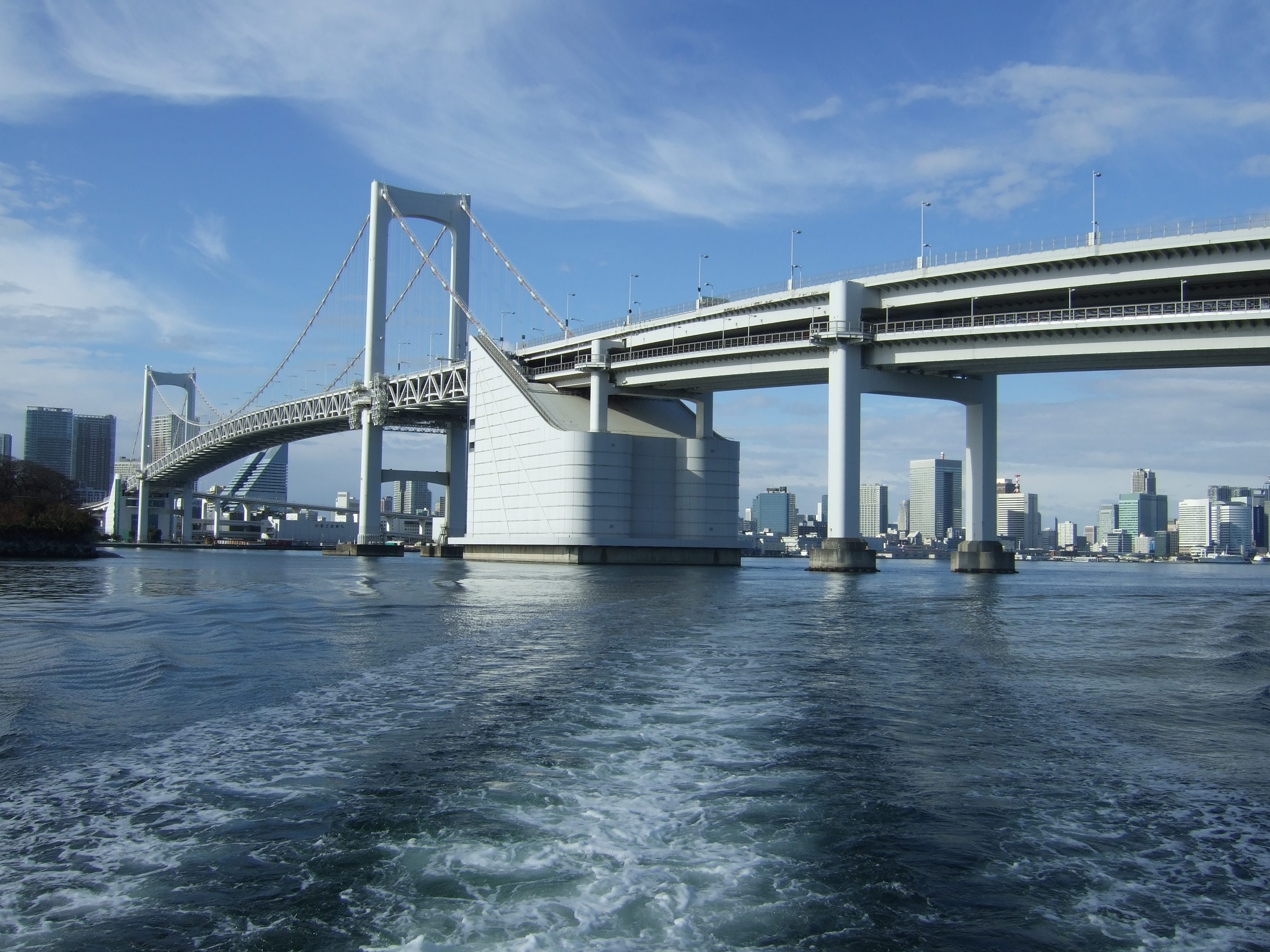
海上に建設されたアンカレイジ
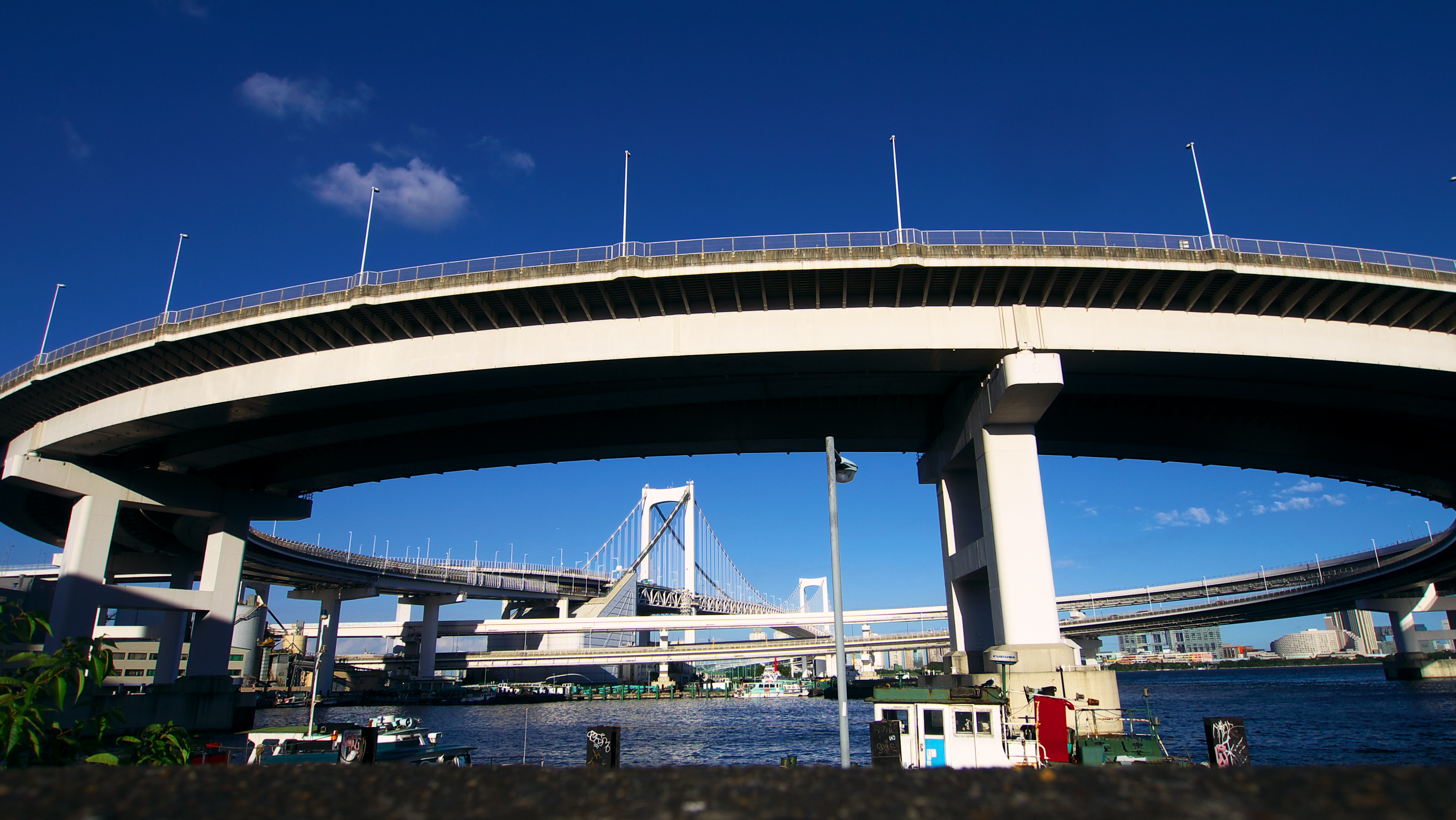
ループ橋部
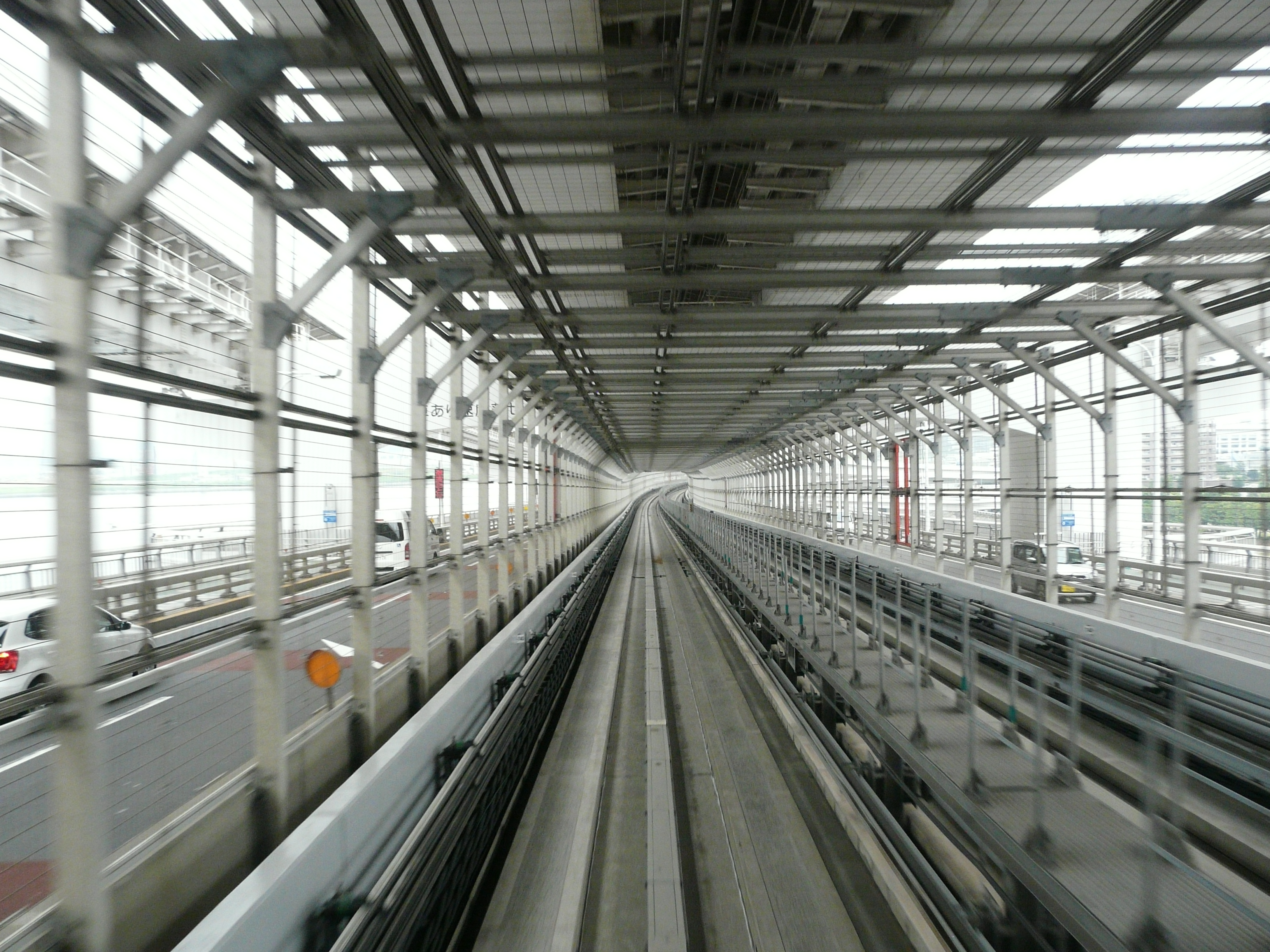
下層部のゆりかもめの軌道と両側の一般部
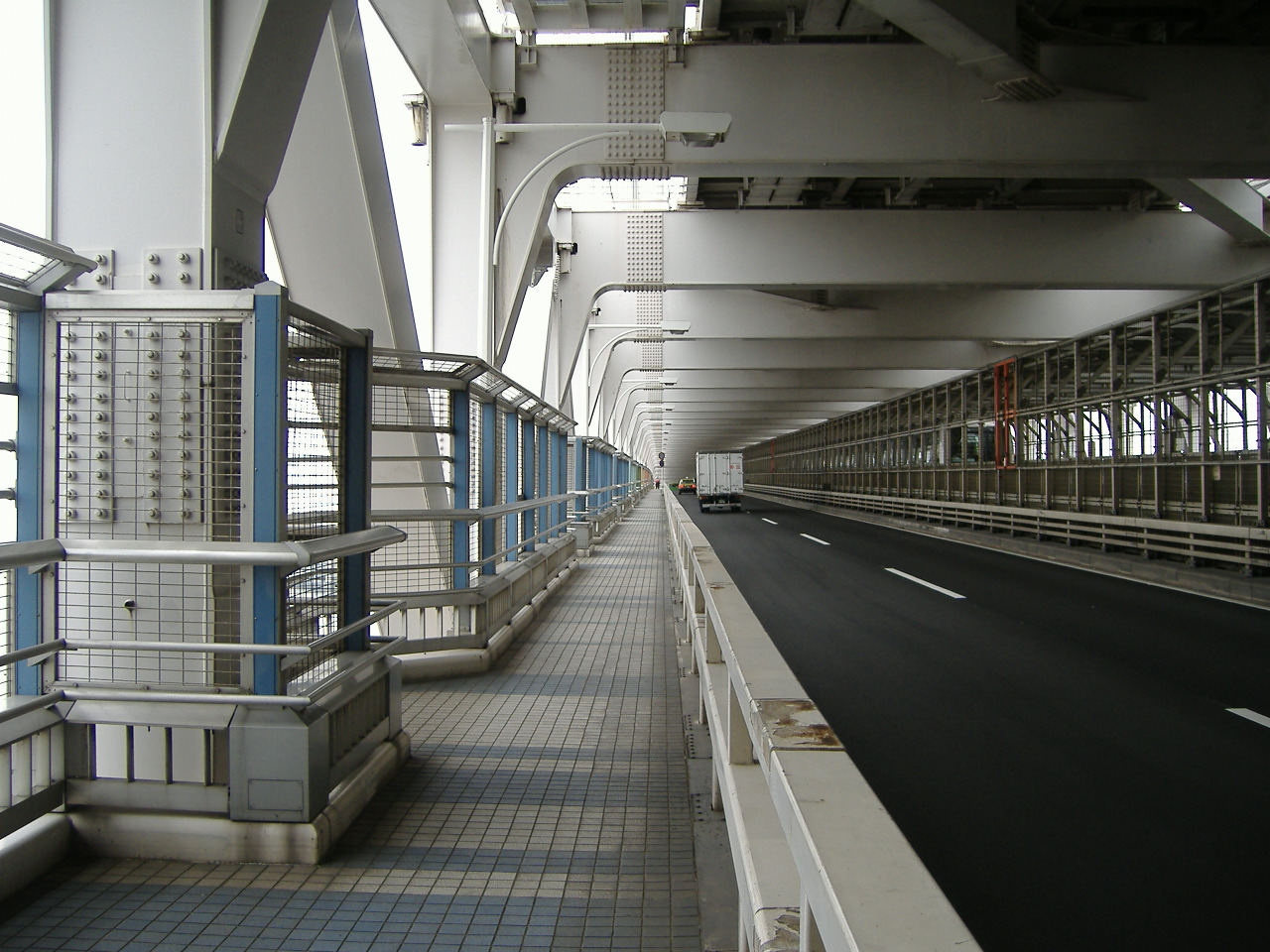
レインボープロムナード

## イベント

### ライトアップ
日没後にはライトアップが行われるが、2005年10月1日に首都高速道路公団が株式会社化される記念として、9月30日の日没から翌日の日の出までの間、一夜限りの「レインボーブリッジ虹色ライトアップ」が行われた。これは過去2000年と2001年の2回しか実施されておらず貴重なものであったが、民営化以降は2005年のクリスマスや2006年の年明けなど、年末年始を中心にしばしば行われている。2010年は12月3日から翌年1月3日までの1ヶ月間実施された。また、2013年8月24日から2013年9月1日までの日没から深夜0時の間にレインボーブリッジ開通20周年記念で虹色の特別ライトアップが実施されたほか、2013年9月2日から9月7日までの間は「オリンピック東京招致祈願ライトアップ」が、2013年9月8日から2013年9月16日までの間は「2020東京招致決定記念ライトアップ」が行われている。また、10月1日の「ピンクリボン運動」のピンク色特別ライトアップや11月14日の「世界糖尿病デー」の青色特別ライトアップなどの特別ライトアップが行われることがある。

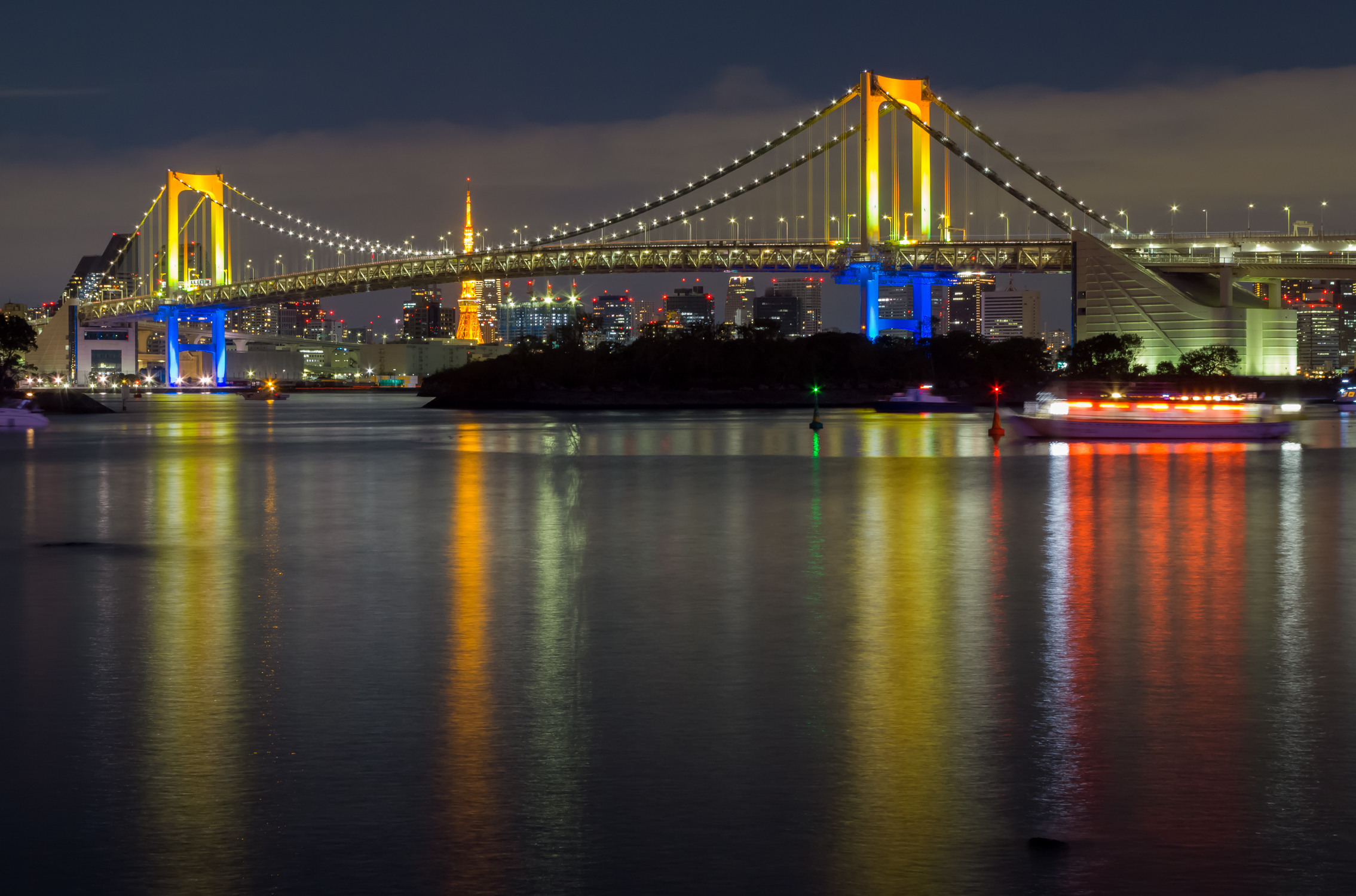
年末年始限定で行われる「スペシャルライトアップ」（2014年撮影）
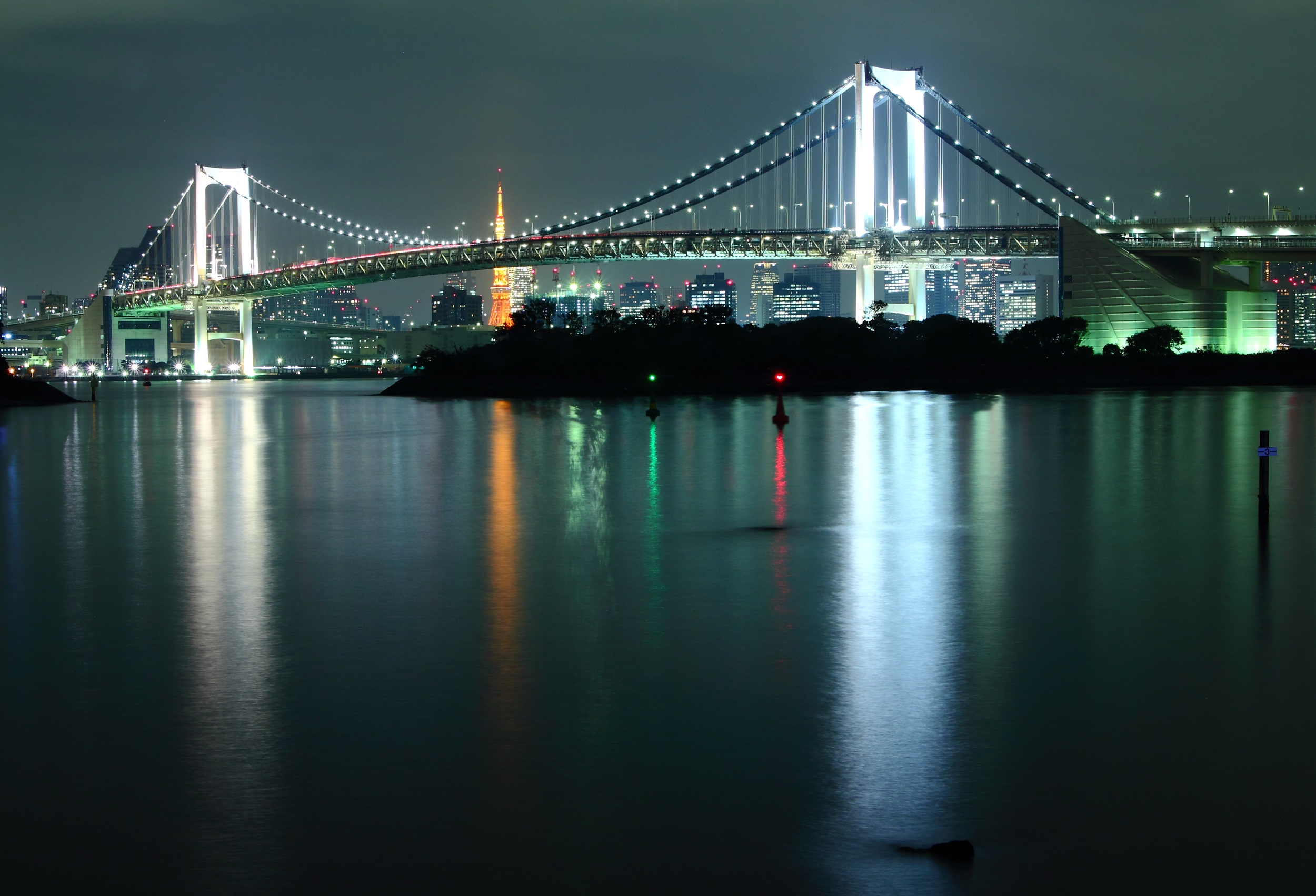
レインボーブリッジ（夜景）
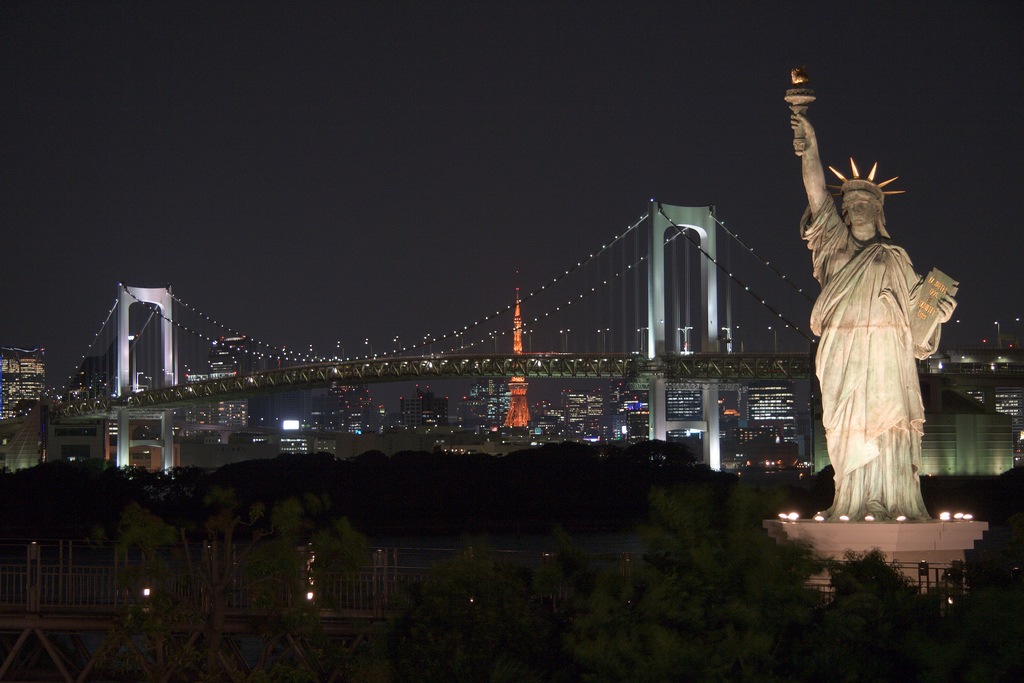
レインボーブリッジと自由の女神像

2020年5月25日からは新型コロナウイルス感染症（COVID-19）対策により、東京都庁と共に、日の入から20時までは青色にライトアップし、20時から24時まではアラートの発令状況により虹色もしくは赤色にライトアップされる。その後、都内でのCOVID-19の新規感染者数が30人以上となった6月2日から、東京都が東京アラートを発動したことに伴い、東京都庁とともに、23時から赤色にライトアップされた。その後、6月3日から6月10日までは20時から24時まで赤色にライトアップされていたが、6月11日に東京都が東京アラートを解除したことにより、同日23時から虹色のライトアップに戻り、6月19日の点灯をもってアラートによるライトアップを終了した。

### 橋上ウォーク
2009年3月1日に2016年オリンピック東京誘致活動の一環として、橋上を閉鎖して「東京レインボーウォーク」が開催され、一般応募者約20,000人（当日主催者発表）から抽選で選ばれた5,000人が橋上を往復した。

### サイクリング
2022年11月23日に東京港臨海部で東京都が開催したサイクリング・イベントの一環として、高速道路部分を通行止めにして、レインボーブリッジの開通以来初めて自転車をこいで渡ることが認められ、約2000人が参加した。

## 首都高速11号台場線
首都高速11号台場線
芝浦JCT - 芝浦PA - レインボーブリッジ - (1101)台場出入口 - 有明JCT

## レインボーブリッジが登場する作品

### 映画
- ゴジラvsメカゴジラ
- ゴジラ2000 ミレニアム
- ゴジラ×メガギラス G消滅作戦 - 劇中でゴジラがこの橋の上を通っていった跡が確認でき、ループ橋の一部が破壊されている他、橋本体も破壊こそ免れたものの、大半が損壊している。
- ゴジラ×モスラ×メカゴジラ 東京SOS
- 踊る大捜査線 THE MOVIE 2 レインボーブリッジを封鎖せよ! - 撮影は京都府の久御山ジャンクションで行われた。
- こちら葛飾区亀有公園前派出所 THE MOVIE2 UFO襲来! トルネード大作戦!! - 劇中では、UFOに破壊された。
- バブルへGO!! タイムマシンはドラム式 - 建設中の場面を見て、田中真弓が1990年の過去に戻ったことを確信する。
- カーズ2
- メッセンジャー - 鈴木（草彅剛の代役）がレインボーブリッジの一般道路（ループ部分）を下るシーンがある。実際には、自転車などは通行できない。
- 湾岸ミッドナイト THE MOVIE

### テレビドラマ
- 東京ラブストーリー
  - 1991年版の第1話では、当時建設中の橋脚が映る場面がある（港区海岸付近）。
- ラブジェネレーション
- 踊る大捜査線シリーズ
  - 踊る大捜査線シリーズでは舞台がお台場ということもあり、オープニング等で登場する。
- 容疑者室井慎次（オープニング）
- ジュテーム〜わたしはけもの
- ウルトラマンオーブ（最終回）

### 漫画・アニメ
- 彼女を守る51の方法
- 鉄腕バーディー DECODE
- デジモンアドベンチャー
- 月面兎兵器ミーナ
- 機動警察パトレイバー（テレビシリーズ）
  - このほか、劇場版第2作『機動警察パトレイバー 2 the Movie』で「東京湾横断橋」として登場する橋はレインボーブリッジがモデルとされる。また、劇場版第1作『機動警察パトレイバー the Movie』には「有明には台場と芝浦をつなぐハープ橋がある」という台詞が登場する（公開はレインボーブリッジの完成前）。
- 湾岸ミッドナイト
- 東京マグニチュード8.0 - レインボーブリッジをモデルにした連絡橋が登場し、地震により炎上したタンクローリーの熱で崩壊する。
- 緋弾のアリア
- 劇場版名探偵コナン 純黒の悪夢
- 天気の子　主人公の一人・帆高が神津島から上京する際に乗ったさるびあ丸の甲板から眺めるシーン。ラスト付近では、降水によって水没した橋の上をさるびあ丸が航行するシーンもある。
- ラブライブ!虹ヶ咲学園スクールアイドル同好会

### 音楽
- by myself - hitomiの7枚目のシングル。PVはhitomiが夜の街に出かけていくものだが、その中にレインボーブリッジのたもとと歩行者通路を通るシーンがある。
- LOVE AFFAIR 〜秘密のデート - サザンオールスターズの41枚目のシングル。サビの歌詞の『大黒ふ頭で虹を見て』の虹はレインボーブリッジの事を表現したものだが、これは作詞した桑田佳祐が横浜ベイブリッジを勘違いして書いたもの[21][22][23]。
- MASARU - 桑田佳祐の楽曲。2012年に発売されたベスト・アルバム『I LOVE YOU -now & forever-』に収録されている。歌詞には「テレビはやっぱチャンネル8」「みんなでお台場へ行こう」「明日へのRainbow Bridge」などフジテレビやフジテレビのあるお台場を意識しているフレーズが散見される[24]。
- 無敵級*ビリーバー -  虹ヶ咲学園スクールアイドル同好会の1枚目のシングル。レインボーブリッジはアニメーションPVの舞台となる。
- レインボー・ブリッジ - 佐月亜衣が歌う、東京湾レインボーブリッジイメージソング。レインボーブリッジが開通する5日前の、1993年8月21日にビクターエンタテインメントより発売された「夏の数だけ」のカップリング曲。作詞：中山大三郎、作曲：臼井義典、編曲：薗広昭。

### その他
- 首都高バトルシリーズ
- 東京バス案内 - コースの一つにレインボーブリッジを渡る『虹01』系統が設定されている。
- TXNニュースオープニング・エンディング

フジテレビ
- FNNニュース（FNNレインボー発）
- めざましテレビ
  - めざましテレビ全部見せ
  - めざましどようび

その他、フジテレビ系列で放送された、『クイズ!ヘキサゴンII』から誕生したユニット、「部長と部下」が歌う『お台場の女』がある。